# Bælum
Bælum ist ein Ort im Norden der dänischen Halbinsel Jütland. Er gehört seit der Kommunalreform am 1. Januar 2007 zur Gemeinde Rebild in der Region Nordjylland und hat 727 Einwohner (Stand 1. Januar 2023). Zuvor war es von April 1970 an Teil der Gemeinde Skørping im damaligen Nordjyllands Amt, die wiederum aus der Landgemeinde Bælum-Solbjerg im Ålborg Amt hervorging.
Bælum wurde 1231 in König Waldemars Erdbuch aufgeführt.

## Entwicklung der Einwohnerzahl
| Jahr             | Einwohner |
| ---------------- | --------- |
| 9. November 1970 | 660       |
| 1. Januar 1976   | 645       |
| 1. Januar 1981   | 716       |
| 1. Januar 1986   | 762       |
| 1. Januar 1990   | 771       |
| 1. Januar 1996   | 777       |
| 1. Januar 2000   | 873       |
| 1. Januar 2004   | 819       |
| 1. Januar 2008   | 827       |
| 1. Januar 2009   | 806       |
| 1. Januar 2010   | 811       |